# Catbalangoer
De catbalangoer of goudkoplangoer (Trachypithecus poliocephalus) is een aap die voorkomt op het eiland Cat Ba voor de noordelijke kust van Vietnam. Cat Ba ligt in the Hạ Longbaai, bij de stad Hải Phòng. De witkoplangoer (Trachypithecus leucocephalus) werd voorheen als ondersoort van deze soort gerekend.

## Kenmerken
Hij wordt 490 tot 590 mm lang en heeft een staart van 820 tot 890 mm. Het grootste deel van de vacht is chocoladebruin, behalve de hals, de schouders en het hoofd die, geelwit tot goudbruin zijn. Op de rug zit een V-vormige grijze band. De voeten en handen zijn deels dezelfde kleur als de schouders.

## Bedreiging
De catbalangoer is met uitsterven bedreigd. De gemiddelde groepsgrootte is inmiddels teruggelopen van het "standaardaantal" van de langoeren - 9 à 9,5 - tot 6,15. Waarschijnlijk zijn er nog maar 30 à 40 volwassen dieren van deze soort. De belangrijkste bedreigingen voor de soort zijn de jacht en, door het extreem kleine aantal dieren dat nog over is, inteelt. Veel groepen hebben geen contact meer met elkaar.